# دينيسي بينيت
دينيسي بينيت (بالإنجليزية: Dean Bennett)‏ (13 ديسمبر 1977 بولفرهامبتن في المملكة المتحدة - ) هو لاعب كرة قدم بريطاني في مركز الوسط. لعب مع نادي دوندالك ونادي ريكسهام ووست بروميتش ألبيون ونادي تشستر سيتي ونادي كيدرمينستر هاريرز لكرة القدم وبرومزغروف روفرز ‏ وSolihull Moors F.C. ‏ ونادي ستوربريدج ودوري أيرلندا الحادي عشر ‏.

## وصلات خارجية
- دينيسي بينيت على موقع قاعدة بيانات كرة القدم.إي يو (الإنجليزية)
- دينيسي بينيت على موقع Soccerbase.com (لاعب) (الإنجليزية)